# Michail Alexandrowitsch Fedotow

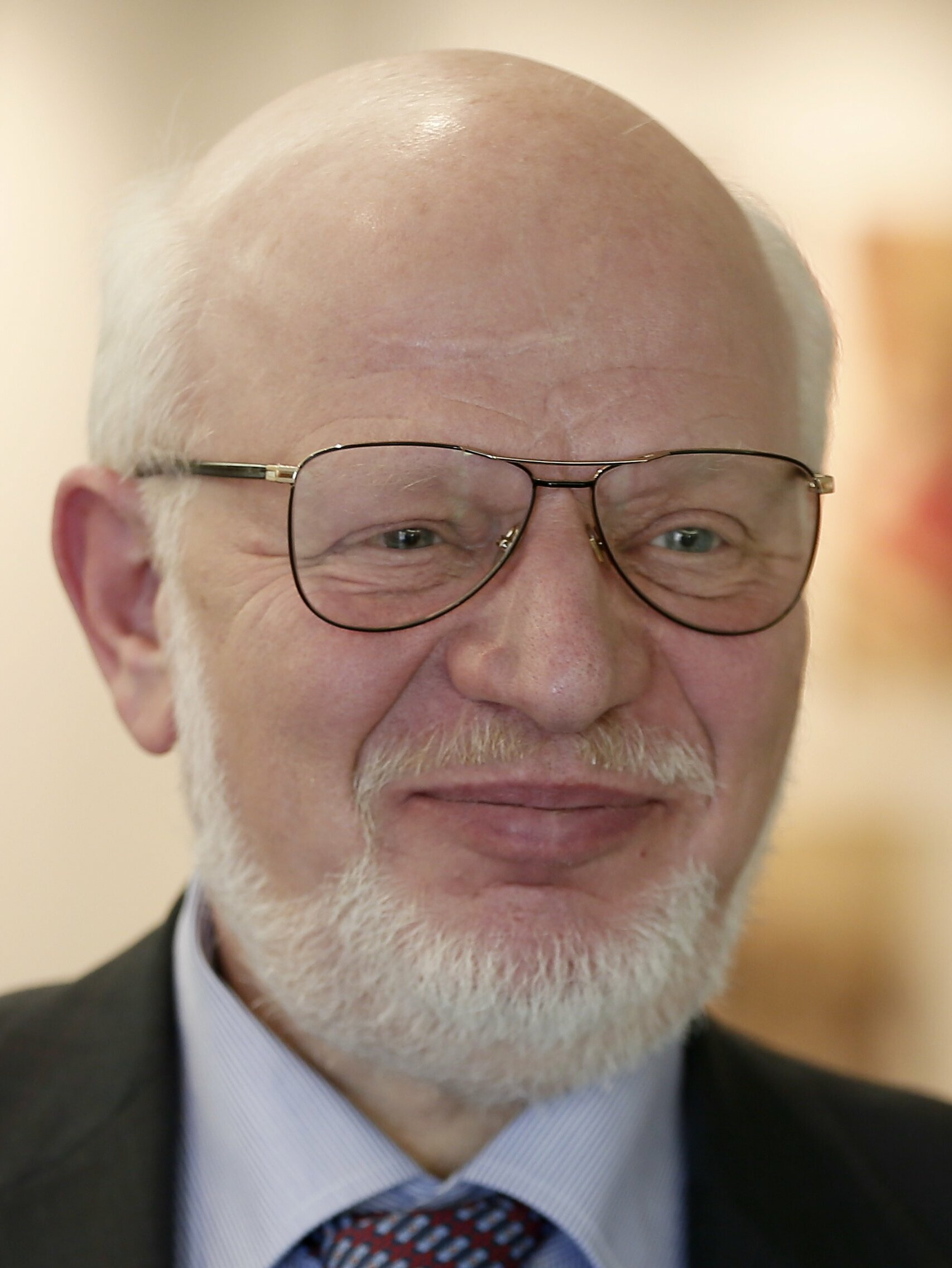
Michail Alexandrowitsch Fedotow

Michail Alexandrowitsch Fedotow (russisch Михаил Александрович Федотов; * 18. September 1949 in Moskau) ist ein russischer Jurist und Journalist, ehemaliger Medienminister sowie UNESCO-Botschafter. Fedotow war von 1989 bis 2010 Sekretär der Russischen Journalisten-Union und von 2010 bis 2019 Vorsitzender des Menschenrechtsrates beim russischen Präsidenten.

## Leben
Michail Fedotow wuchs in Moskau auf und schloss 1972 sein Studium als Jurist an der Lomonossow-Universität ab.
Er promovierte 1976 als Kandidat der Rechtswissenschaft („Die Freiheit der Presse – das verfassungsmäßige Recht der sowjetischen Bürger“) und erwarb 1989 den russischen Doktorgrad („Die Medien als Institution der sozialistischen Demokratie“) zu Themen, die in der Sowjetunion umstritten waren.
Von 1972 bis 1990 arbeitete er als Jura-Professor und Korrespondent mehrerer Moskauer Zeitungen.
Von 1990 bis 1992 war Fedotow stellvertretender Medienminister. Nach einem kurzen Zwischenspiel als Generaldirektor der Russischen Agentur für geistiges Eigentum war Fedotow vom Dezember 1992 bis September 1993 Medienminister.
Vom September 1993 bis zum Januar 1998 war er Ständiger Vertreter Russlands bei der UNESCO in Paris. Von 1989 bis zu seiner Ernennung als Vorsitzender des Menschenrechtsrates beim Präsidenten im Oktober 2010 hatte Fedotow den Posten des Sekretärs der Russischen Journalisten-Union inne.
Er war Mitglied der Partei Union der rechten Kräfte, die er 2004 verließ.

## Vorsitzender des Menschenrechtsrates des Präsidenten
Präsident Dmitri Medwedew ernannte Michail Fedotow am 12. Oktober 2010 zu seinem Berater sowie zum Vorsitzenden des Menschenrechtsrates beim russischen Präsidenten. Fedotow ersetzte Ella Pamfilowa, die Ende Juli 2010 aus Verärgerung über die sich verschlechternde Menschenrechtslage zurückgetreten war.
Als Vorsitzender des Menschenrechtsrates beim russischen Präsidenten werde er sich vorrangig um die „Entstalinisierung des gesellschaftlichen Bewusstseins, die Gerichts- und Polizeireform sowie um den rechtlichen Schutz von Kindern und Familien“ kümmern, erklärte Fedotow nach seiner Ernennung.
Russische Menschenrechtler und Oppositionsführer begrüßten die Wahl von Fedotow. Die Leiterin der Moskauer Helsinki-Gruppe, die ehemalige sowjetische Dissidentin Ljudmila Alexejewa, bezeichnete Fedotow als „eine Persönlichkeit mit demokratischen Prinzipien“. Fedotow sei „eine gute Wahl für diesen extrem schwierigen Posten zwischen zwei fast unvereinbaren Welten – der russischen Bürokratie und der demokratischen Öffentlichkeit“.
Im Oktober 2019 wurde er von Wladimir Putin als Vorsitzender des Menschenrechtsrates beim russischen Präsidenten aus Altersgründen abgesetzt und durch Walerij Fadejew ausgetauscht.

## Publikationen
Fedotow ist Verfasser von rund 100 Büchern und Aufsätzen zu Problemen der Menschenrechte, insbesondere der rechtlichen Sicherstellung von Rede- und Pressefreiheit, sowie zu geistigem Eigentum und zur internationalen Zusammenarbeit im humanitären Bereich.

## Ehrungen
- Verdienter Jurist der Russischen Föderation (1999)[1]
- Orden der Freundschaft (2014)[1]
- Dr.-Friedrich-Joseph-Haass-Preis des Deutsch-Russischen Forums (2021)

## Familie
Michail Fedotow ist verheiratet und Vater zweier Kinder.